# Xàfec

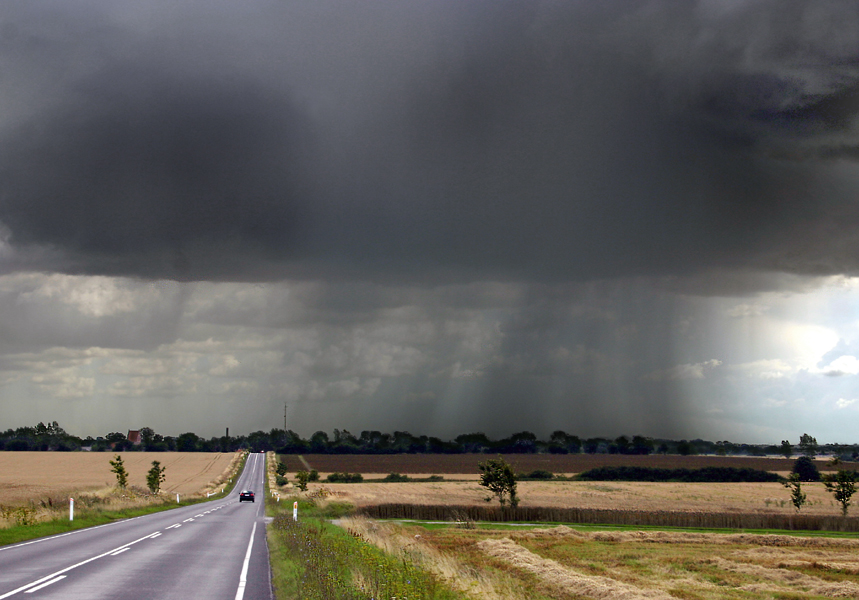
Ruixat a Lunde al nord de Funen

Un ruixat, també denominat xàfec, aiguat, bàtec o batut segons les seves característiques, és una classe de precipitació, sovint de caràcter intens i de poca durada, provinent de núvols convectius exclusivament: cumulonimbus o cúmuls de gran desenvolupament vertical. La precipitació tant pot ser formada de gotes d'aigua com de calamarsa, pedra o neu. El temps de xàfecs es caracteritza per una alternança ràpida de núvols foscos i gruixuts amb clarianes de curta durada o núvols prims. És freqüent que els xàfecs es repeteixin diversos cops, amb intervals de precipitació feble o inexistent. Es tracta sempre d'una precipitació relacionada amb l'existència de forts corrents convectius per efecte d'importants escalfaments locals o el pas d'actius sistemes frontals.
Quan el xàfec és de curta durada s'anomena ruixat i acostuma a caure de núvols isolats entre els quals hi ha cel serè. La intensitat de la precipitació sol ésser forta; i la durada no sol excedir gaire d'un quart d'hora. Els ruixats són típics de les masses d'aire fred i inestable que es troben a la part posterior de les depressions que passen damunt del terra i del mar calents. Si, al contrari, el xàfec és molt intens o de llarga durada, pot donar lloc a aiguats, causants de torrentades, avingudes i inundacions.

## Observació
Les precipitacions en forma de xàfec acostumen a tenir un inici i un final bruscos i canvis forts en la intensitat. L'arribada d'un xàfec ve acompanyada habitualment per un enfosquiment sobtat del cel. Les gotes o els elements sòlids que acompanyen els xàfecs acostumen a ser d'una mida superior al d'altres tipus de precipitació. Els xàfecs van associats sovint a tempestes i precipitacions de calamarsa i pedra.

## Causes i intensitats

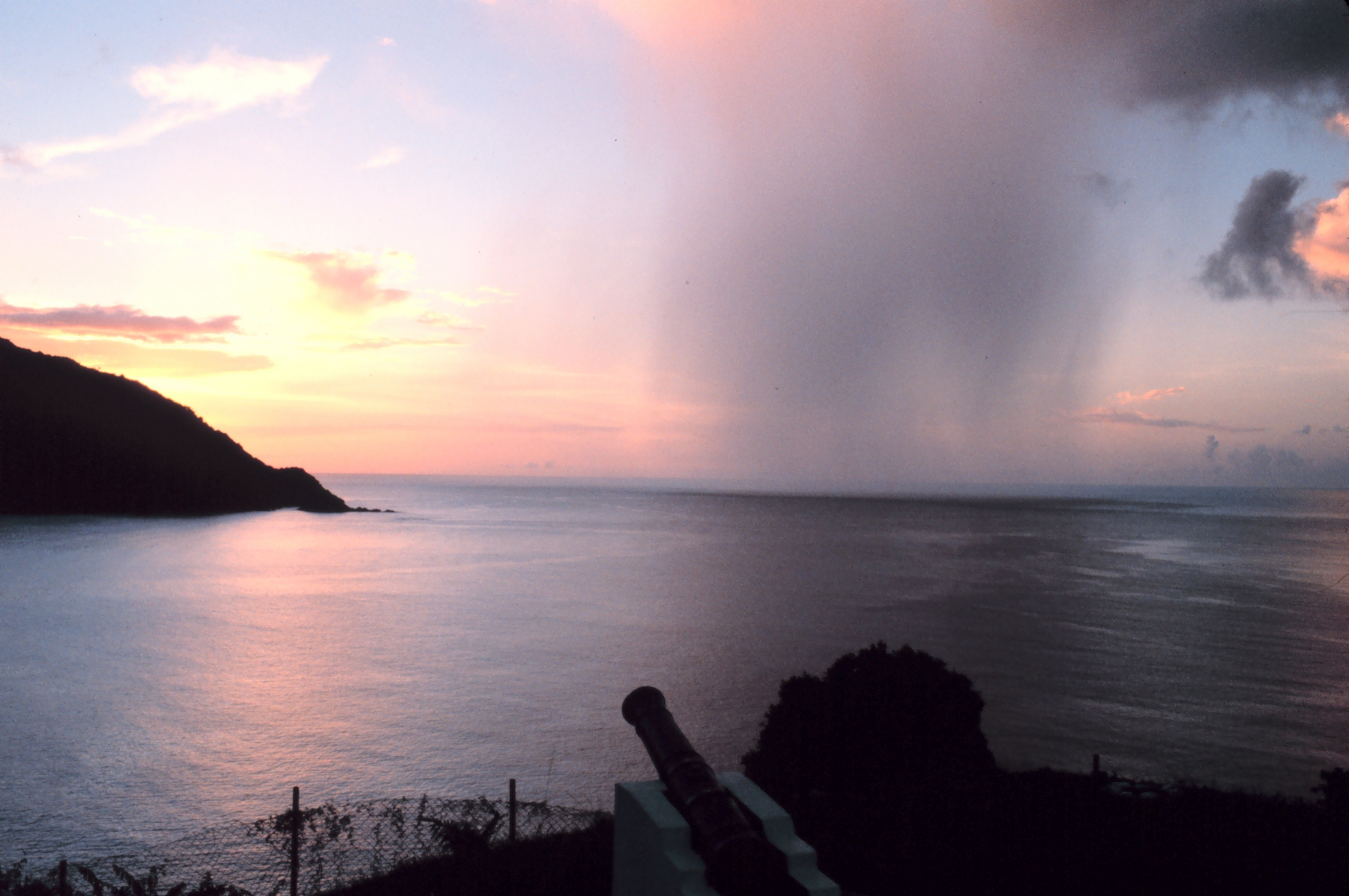
Ruixat al vespre, vist des de la badia de Man-of-War

Els xàfecs són la conseqüència d'una discontinuïtat en l'estat local que existeix en l'atmosfera. Es tracta d'una forma típica de pluja de convecció. Solen produir-se amb temps calorós i humit, en dies assolellats i en les hores més caloroses del dia, es deuen a la presència o formació de núvols de desenvolupament vertical (cumulonimbe) o cumulus congestus, en el primer cas habitualment amb tempesta; cessen en arribar la nit.
A l'oceà es produeixen després del pas d'un front fred. La pressió atmosfèrica augmenta llavors ràpidament, de 3 a 4 hPa, i la temperatura baixa de 10 a 3 °C.
El vent, la velocitat augmenta de 8 a 10 m/s, registra bruscament una discontinuïtat que provoca el canvi de direcció de 45 a 90°. Les precipitacions d'aigua o calamarsa es deuen a cumulonimbes tempestuosos. Durant els xàfecs, la intensitat de l'onatge sol pujar a un nivell 2 o 3 de l'escala de Beaufort.
La precipitació sol ser descarregada durant la tarda i la nit, al mar es formen després del pas d'un front fred. Segons el grau d'inestabilitat que hi hagi a l'atmosfera, poden anar acompanyats de tempestes i fins i tot calamarsa. De vegades la precipitació pot contenir partícules de fang que, quan l'aigua s'evapora, es queden incrustades en els vidres o altres llocs.

## Tipus
Els xàfecs tenen diferents intensitats tenint en compte que gairebé sempre hi ha una relació inversa entre intensitat i durada:
- Xàfecs moderats: la precipitació és major que 2 i menor o igual que 15 mm en una hora.
- Xàfecs forts: la precipitació és major que 15 i menor o igual que 30 mm en una hora.
- Xàfecs molt forts: la precipitació és major que 30 i menor o igual que 60 mm en una hora.
- Xàfecs torrencials: la precipitació és major que 60 mm en una hora.